# یووال (نام کوچک)
یووال (عبری: יוּבָל) یک نام کوچک عبری است. افراد سرشناس با این نام از این قرارند:
- یووال نوح هراری، تاریخ‌دان اسرائیلی و استاد تاریخ دانشگاه عبری اورشلیم
- یووال نیمان (۱۹۲۵–۲۰۰۶)، فیزیک‌دان اهل اسرائیل
- یووال اشپونگین، مدافع فوتبال اهل اسرائیل
- یووال استاینیتز، فیلسوف و سیاست‌مدار اسرائیلی
- یووال دلشاد، کارگردان اسرائیلی-ایرانی